# Comité olympique colombien
Le Comité olympique colombien (COC) est l'organe représentant les sportifs colombiens auprès du Comité international olympique (CIO) et fédérant les différentes associations sportives du pays . Créé en 1936, il est officiellement reconnu par le CIO en 1948.

## Histoire
La première participation d’un athlète colombien aux Jeux olympiques était à 1932 à Los Angeles aux États-Unis avec Jorge Perry Villate, qui a concouru en Marathon grâce au soutien du Comité international olympique qui l'a aidé avec quatre mois de préparation aux États-Unis. Quatre ans après, à l'occasion des jeux de 1936 en Allemagne, la Colombie s'est inscrite au Comité international olympique en créant le Comité olympique colombien sous le gouvernement du président Alfonso López Pumarejo. Cette fois, ce comité a soutenu la participation de six athlètes. Malgré l’inscription faite en 1936, le comité a obtenu la reconnaissance du Comité international olympique seulement en 1948.
Les années suivantes, la participation de la délégation colombienne a augmenté la quantité d’athlètes aux Jeux olympiques, mais le manque de ressources et de soutien du gouvernement empêchait que ces athlètes fissent des performances remarquables. Toutefois, avec la création de Coldeportes (Instituto colombiano de la juventud y el deporte), le Comité olympique colombien a commencé à compter avec plus de soutien économique, et en 1972 la Colombie a obtenu ses trois premières médailles (une d’argent et deux de bronze).

## Actualité
Aujourd’hui, le Comité olympique colombien fait partie du système national du sport de la Colombie ainsi que des programmes institutionnels qui cherchent l’amélioration de la performance du sport colombien au niveau national et international. 
Les deux dernières administrations du Comité olympique colombien avec Jorge Herrera Barona et Andres Botero ont réussi l’obtention de plus de médailles pour la Colombie et un changement radical dans la gestion du sport et la promotion des athlètes. 
Dans le cas des Jeux olympiques 2012 à Londres, le Comité olympique colombien a réussi, en coordination avec les autres fédérations sportives nationales, à atteindre la plus grande participation de la délégation colombienne de l’histoire des Jeux olympiques avec cent quatre athlètes, et l’obtention de huit médailles (un d’or, trois d’argent et quatre de bronze). C'est ainsi la meilleure participation de la Colombie aux Jeux olympiques et la troisième de l’Amérique latine après Cuba et le Brésil. Par ailleurs, ce comité COC a obtenu le titre général des jeux sud-américains organisés à Medellín en 2010 ainsi qu’une remarquable performance aux jeux panaméricains à Guadalajara où la Colombie s’est placée à la cinquième place. 
Le Comité olympique colombien avec les fédérations sportives nationales et COLDEPORTES ont développé ces actions stratégiques : 
- Recherche et analyse de convocation
- Contrôle et suivi du potentiel des athlètes
- Engagement d’entraineurs
- Concentrations nationales et internationales
- Participations dans des tournois nationaux et internationaux
- Affermissement technique méthodologique
- Affermissement bio médique
- Promotion et divulgation
- Marketing

Ces actions ont été financées avec la création d’une loi en 2003 où les ressources sont issues de 4 % d’impôts de la téléphonie cellulaire seraient destinées à la réalisation de ces actions sous la responsabilité du Comité olympique colombien.